# Toyama (zatoka)
Toyama (jap. 富山湾, Toyama-wan) – zatoka Morza Japońskiego położona wzdłuż wybrzeża wyspy Honsiu, w północnej części prefektury Toyama. Nad wybrzeżem zatoki znajdują się liczne miasta portowe, takie jak Uozu, Namerikawa (słynące z miraży), Shinminato i Himi. Od zachodu zatoka jest otoczona przez półwysep Noto. Jest największą zatoką po japońskiej stronie Morza Japońskiego, osiąga głębokość ponad 1200 m, co czyni ją jedną z trzech najgłębszych zatok w Japonii, obok zatok Suruga i Sagami na Oceanie Spokojnym. Charakterystyczną cechą zatoki Toyama jest wąski szelf kontynentalny i gwałtownie opadające dno morskie. Dno zatoki jest nierówne i pocięte przez liczne głębokie kaniony podmorskie. W szczególności w najgłębszej części zatoki kaniony te zbliżają się bardzo blisko wybrzeża, co powoduje, że kolor wody jest intensywnie niebieski. W wodach zatoki obficie występuje gatunek kałamarnicy Watasenia scintillans, który posiada zdolność bioluminescencji i co roku w kwietniu oświetla wybrzeże zatoki.